# 泰蘭迪亞 (帕拉州)

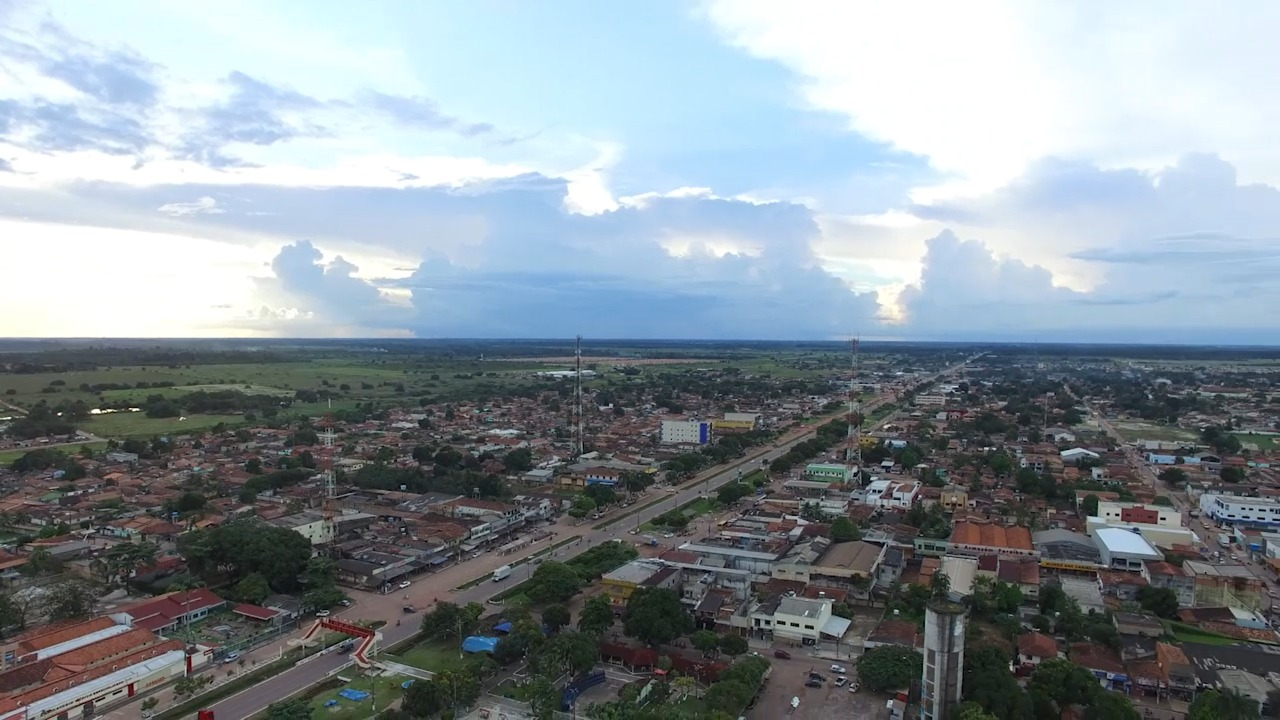
泰蘭迪亞

泰蘭迪亞（葡萄牙語：Tailândia）是巴西的城鎮，位於該國北部，由帕拉州負責管轄，始建於1989年5月10日，面積4,430平方公里，海拔高度460米，2013年人口90,552，人口密度每平方公里20.44人。